# Boiadjik, Iambol
Boiadjik (în bulgară Бояджик) este un sat în comuna Tundja, regiunea Iambol,  Bulgaria. 

## Demografie
Componența etnică a satului Boiadjik
     Bulgari (82,76%)
     Romi (10,47%)
     Nicio identificare (6,54%)
     Altele (0,21%)
La recensământul din 2011, populația satului Boiadjik era de 1.375 locuitori. Din punct de vedere etnic, majoritatea locuitorilor (82,76%) erau bulgari, cu o minoritate de romi (10,47%). Pentru 6,54% din locuitori nu este cunoscută apartenența etnică.